# 566

## Esdeveniments
- Dàcia: Els longobards d'Alboí expulsen els gèpides de la regió.

## Naixements
- La Meca (Aràbia): Al-Abbàs ibn Abd-al-Múttalib, oncle del profeta Mahoma i epònim de la dinastia abbàssida. (m. 652)
- 566, Chang'an (Xina): Li Yuan, Emperador Gaozu de Tang, primer emperador de la Dinastia Tang.(m. 635)[1]